# 橋溪古村
橋溪古村是中華人民共和國廣東省梅州市雁洋鎮的一個自然村落，從雁南飛茶園拐進後山的路上，在茶樹林叢中以一組新式的圍龍屋構成古村。和梅州許多鄉村一樣，橋溪古村也是典型的華僑村。華僑新建的房子既有傳統的因素，又加入了西方的建築材料和裝飾元素，變成一處中西合璧的建築群。